# Boa (geslacht)
Boa is een geslacht van slangen uit de familie reuzenslangen (Boidae) en de onderfamilie echte boa's (Boinae).

## Naam en indeling
De groep werd voor het eerst wetenschappelijk beschreven door Linnaeus in 1758. Het geslacht was lange tijd monotypisch, tot verschillende ondersoorten van de boa constrictor (Boa constrictor) in 2007 als aparte soorten werden erkend. Tegenwoordig zijn er vier soorten.

### Soorten
Het geslacht omvat de volgende soorten, met de auteur en het verspreidingsgebied.
| Naam            | Auteur         | Verspreidingsgebied |
| --------------- | -------------- | --- |
| Boa constrictor | Linnaeus, 1758 | Mexico, Belize, Guatemala, Honduras, El Salvador, Nicaragua, Costa Rica, Panama, Colombia, Venezuela, Guyana, Frans-Guyana, Suriname, Peru, Bolivia, Brazilië, Argentinië, Paraguay, Trinidad, Tobago, Antillen, geïntroduceerd in de Verenigde Staten (Florida) |
| Boa imperator   | Daudin, 1803   | Mexico, Belize, Colombia, Panama, Nicaragua, Honduras, Ecuador |
| Boa nebulosa    | Lazell, 1964   | Dominica |
| Boa orophias    | Linnaeus, 1758 | Saint Lucia |

## Verspreiding en habitat
De soorten komen voor in delen van Midden- en Zuid-Amerika en leven in de landen Mexico, Belize, Guatemala, Honduras, El Salvador, Nicaragua, Costa Rica, Panama, Colombia, Venezuela, Guyana, Frans-Guyana, Suriname, Peru, Bolivia, Brazilië, Argentinië, Ecuador, Paraguay, Trinidad, Tobago en de Antillen. De boa constrictor is geïntroduceerd in de Verenigde Staten in de staat Florida.
De habitat bestaat uit zowel drogere als meer vochtige tropische en subtropische bossen in laaglanden, plantages en door de mens aangetaste bossen.

## Bedreiging en bescherming
Door de internationale natuurbeschermingsorganisatie IUCN is aan drie soorten een beschermingsstatus toegewezen. Boa imperator en Boa nebulosa worden gezien als 'veilig' (Least Concern of LC) en de soort Boa orophias wordt beschouwd als 'bedreigd' (Endangered of EN).